# Valdivia (Ecuador)

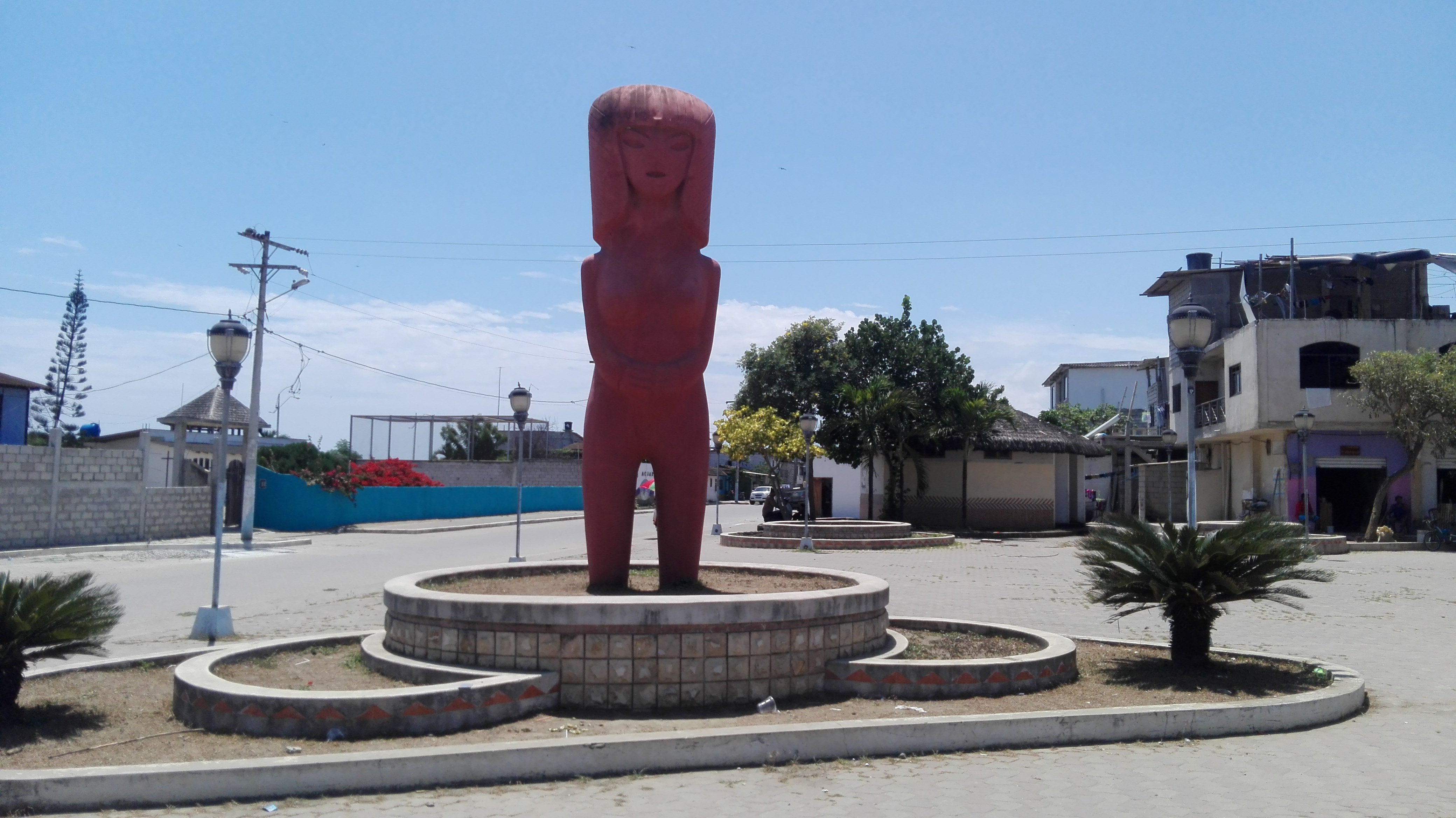
Representación a la Venus de Valdivia

La Comuna Valdivia pertenece a la parroquia Manglaralto, cantón Santa Elena, Ecuador y está ubicada al norte de la provincia del mismo nombre, está cerca de Montañita, a unos 45 minutos de la cabecera cantonal. Mantiene vecindad con la cerca comuna de San pedro.
Forma parte de la famosa vía turística costanera “Ruta del Spondylus”. De acuerdo a la Declaratoria de Patrimonio Cultural Nacional del Sitio Arqueológico Valdivia (1997), su territorio comprende 1,3 hectáreas como zona de primer orden, es decir, el sitio arqueológico principal, donde se encontraron los primeros restos de la cultura Valdivia. La zona de influencia urbana de la comuna, que cuenta con 64 hectáreas y el resto del territorio comunal se declaró zona de control y respeto, con un total de 1572 hectáreas.

## Yacimientos arqueológicos
En valdivia se localiza el Museo Venus de Valdivia, El museo fue inaugurado finalmente en 1985. La declaratoria de Patrimonio Cultural de la Nación para el sitio epónimo sobre el que se asienta ahora el repositorio y para el territorio de la comuna llegó en 1997. Valdivia es importante también por otra razón: en 1971 los arqueólogos Henning Bischof y Julio Viteri descubrieron una nueva cultura, La San Pedro, cuando regresaron a la excavación de Estrada. La llaman San Pedro por la comuna vecina: el museo del sitio de excavación de Estrada está en el límite de las dos comunidades (tan cercanas que se confunden). Las culturas San Pedro y Valdivia, con tipos de cerámica diferentes, coexisten en varios yacimientos. en esta referencia, esta equivocado esta enciclopedia. estudie bien el caso de su ejemplar. La cultura Valdivia es una de las culturas mas antigua del continente americano.

## Parque Marino Valdivia
El sitio cuenta con áreas de exhibición, manglares, venta de artesanías, quioscos y servicio de estacionamiento, se pueden observar Pingüinos, erizos y caballitos de mar, son algunas de las especies que se pueden apreciar en los amplios estanques. El acuario es un lugar de rescate y de conservación de especies marinas con 166 individuos, de 40 especies marinas. Además cuenta con sendero elevado que permite observar las especies del estero El Azufre y la Reserva Marina El Pelado.

## Sus habitantes
Los pobladores se dedicaban a la alfarería, el arte de fabricar objetos de barro cocido, es un oficio casi olvidado en una comuna en donde la mayoría de los habitantes trabajan en pequeños talleres de zapatería, que se toman las fachadas de las casas. Los inicios de este oficio, que ha desplazado a actividades como la pesca y la agricultura, hasta los talleres del colegio cuya construcción se impulsó con el museo. Solo diez embarcaciones se dedican ahora de forma permanente a la pesca. Son solo unos treinta pescadores aproximadamente.
Tanto la comuna Valdivia como la comuna San Pedro están optimistas de que muy pronto dejarán de ser lugares de paso para convertirse en sitios de estadía como ocurre con otras localidades de la provincia de Santa Elena, debido a que en San Pedro ahora denominada como "Capital de la aventura", se pueden realizar vuelos de parapente y en Valdivia se mantiene en la retina de turistas por el parque marino que fue habilitado en noviembre del 2016.